# فرسطاء
فرسطاء مدينة في جبل نفوسة بليبيا، جنوب غرب مدينة طرابلس بمسافة 260 كيلومتر، وتقع على خط عرض (31.51) درجة وخـط طـول (11.23) درجة، ويحدها من الشرق مدينة طمزين، ومن الغرب كاباو، ومن الشمال مدينة تيجي، والحمادة الحمراء جنوباً.

## سكان فرسطاء
سكان مدينة فرسطاء من الأمازيغ من قبيلة نفوسة كانت أكبر القبائل الأمازيغية، وهي التي نسب اليها جبل نفوسة فيما بعد وسمي باسمها.

## المناخ وحالة الطقس
أما عن مناخ فرسطاء فهي باردة جدّاً في الشتاء لكونها تقع على قمة الجبل، والطقس حار في فصل الصيف، أما في الربيع فتمتاز المنطقة بجو معتدل.

## مدينة فرسطاء القديمة

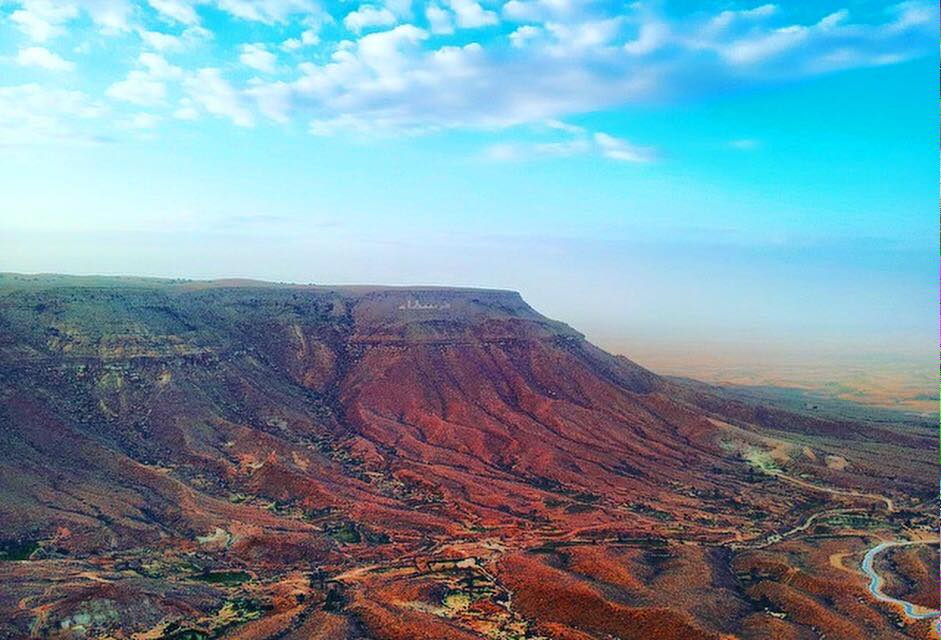

ترجع تسمية هذه المدينة بهذا الاسم إلى أنها تظهر للناظر إليها من ناحية الشرقية للجبل المقابل فلها واجهتان، ويسود هذه المدينة طابع ريفي هادئ وبسيط، ما انعكس على نفوس سكانها الطيبين، وهذا ما يلمسه الزائر من الكرم والبشاشة والعفوية في الترحاب والمعاملة الحسنة. تتمتع مدينة فرسطاء بطبيعة جبلية رائعة تتناثر عليها أشجار الزيتون فوق ثناياه، وأشجار النخيل في نواحي الوادي وغيرها من الأشجار كالتين والكرم، وتسترخي مدينة فرسطاء الأثرية في منتصف الجبل على شكل هرم، بيوتها متلاصقة وشوارعها ضيقة، وفي قمة هذا الهرم تقع أهم معالمها الأثرية وهو القصر (غسرو بالأمازيغية).

## قصر فرسطاء (غسرو)
يعد من أبرز المعالم الأثرية بالمدينة، فقد كان هذا القصر يستخدم قديماً لحفظ مواد التموين الزائدة عن الحاجة اليومية لسكان المدينة، من شعير وقمح وزيتون وتمر وزيت وملح... إلخ.
يعود بناؤه إلى أكثر من أحد عشر قرناً من الزمن، ويقع القصر في أعلى المدينة القديمة أي في نهاية الهرم عند تلاقي الوجه الشرقي بالوجه الغربي من المدينة، ويطل على وادي يفصل بين فرسطاء وطمزين من ناحية الشرق، ويوجد بالقصر مدخل (الباب الرئيسي) من ناحية الجنوب الشرقي، ويرتفع سوره قرابة (15 م).
القصر مستطيل الشكل مبني من الحجارة والجبس والطين الأحمر، وأسقفه من جذوع النخيل وأغصان الزيتون ونوع خاص من التربة الطينية التي لا تتسرب منها المياه إلى الداخل، وكل أبوابه وأقفالها من الخشب المُصنّع محليّاً.
وينقسم القصر من الداخل إلى شارعين: إلى اليسار المسمى بالشارع السفلي ويحتوي على غرف للخزن عن جهة اليسار، وعلى دورين أو ثلاثة أدوار، أما الآخر إلى اليمين ويسمى بالشارع العلوي.
يوجد في بداية غرف الخزن من ناحية اليمين فقط بدورين، وينقسم الشارع العلوي إلى شارعين إحداهما إلى اليمين ويوجد به غرف خزن من الجهتين وبثلاث أدوار ودورين إلى نهاية الشارع، والآخر إلى اليسار ويقع مرتفعاً قليلاً عن الشارع الأيمن، وتوجد غرف خزن من الجهتين بدورين. ويوجد به باب للتهوية يفتح إلى الخارج في منطقة مرتفعة من القصر يمكن بواسطته رؤية أجزاء من المدينة، كما يوجد في نهاية الشارع ساحة تجرى فيها عملية المقايضة.
توجد كذلك عند مدخل القصر غرفة الحارس التي يوجد فيها مفاتيح جميع الغرف، وكان حارس القصر يتقاضى نصيباً معيناً من الشعير عن كل غرفة خزن يحرسها.
ويقابل غرفة الحارس صهريج (ماجن) تتجمع فيه مياه الأمطار التي تنحدر من أسقف القصر. 
يبلغ عدد غرف الخزن بالقصر نحو 103 غرفة، والصالح منها إلى حد الآن 89 غرفة، والباقي تهدم وبقي ركامها إلى حد الآن يشكو قلة الصيانة.
كل غرفة من غرف القصر مقسمة حسب المُراد تخزينه، فالزيت والتمور والتين تخزن في خوابي (جرار كبيرة مصنوعة من الفخار)، والحبوب والبقوليات والملح تخزن في أحواض بنيت داخل الغرفة. 
ومن الناحية الشرقية للقصر منارة عالية تهدمت بعض أجزائها كانت تستعمل قديماً للمراقبة، يستطيع المراقب منها النظر حتى 80 كم، والواقف أمام باب القصر يشاهد أسقف البيوت المتراصة بشكل انسيابي جميل، وتُتّخذ تلك الأسقف لنشر التمور والتين فوقها لتجفيفها قبل عملية التخزين.
وتقع بالقرب من القصر معالم أثرية يبدو أنها كانت لمعابد تعود إلى ما قبل مجيء الإسلام، ولا يُعلم عن طبيعة إنشائها واستعمالها حينها.

## منطقة تغليس
يبدو أن المؤرخين أطلقوا عليها هذا الاسم لوجود مسجد تغليس بها، ومن معنى اسمه وطريقة تصميمه يتضح أنه كان كنيسة ثم حولوه السكان لمسجد فيما بعد، وهو ما زال قائما إلى حد الآن.

## منطقة الحواريين (أحورين)
هذه المنطقة  سميت أيضا على المسجد الذي بني بجانب معبد للديانة اليهودية أو كنيسة بعد وصول الإسلام للمنطقة (والأرجح أنه كان معبدًا لأن تصميه يخلف عن تصميم الكنائس المعتاد) وهو كذلك ما زال قائمًا إلى حد الآن.

## الاقتصاد
تعتمد فرسطاء في اقتصادها على زراعة الزيتون وإنتاج زيت الزيتون، والأغنام، والصناعات التقليدية مثل صناعة الزي الوطني الليبي المعروف بالجرد، كما تعتمد على السياحة الجبلية، ومن أهم المناطق السياحية في فرسطاء: قصر فرسطاء الأثري ومسجد أبو يحيى الفرسطائي، وتحوي فرسطاء مجموعة من المساجد والكنائس والمعابد في مختلف الديانات، وكذلك كثير من المواقع السياحية الجميلة.

## المرافق الخدمية
توجد بها محلات تجارية ومحطة وقود ومستوصف ونقاط مراكز شرطة ومجموعة مدارس وورشة صيانة المصحف ومصلحة الأحوال المدنية ومصلحة التسجيل العقاري الاشتراكي.

## المناخ الثقافي
تعد فرسطاء عاصمة للعلم والدين والفقه في جبل نفوسة، وبها نادي قصر فرسطاء الثقافي الاجتماعي ومنظمة نانا زورغ للمرأة والطفل والأعمال الخيرية وجمعية الفتح للدراسات الإباضية، ومن أشهر الرموز العلمية والدينية الشيخ محمد بن بكر الفرسطائي الذي أساسه حلقة العزَّابة.
تعد فرسطاء من البلدات المحافظة في الجانب الديني والثقافي إلى الوقت الحالي.

## شخصيات مهمة من المدينة
- محمد بن بكر الفرسطائي
- أحمد بن محمد الفرسطائي
- صدوق الفرسطائي (أبو ذر)
- أبدين الفرسطائي (أبو يونس)
- أبو يحيى الفرسطائي
- يخلف الفرسطائى
- أبو منيار الفرسطائي
- أبو العباس الفرسطائي
- سليمان بن أبي زكرياء الفرسطائي (أبو الربيع)
- دكتور علي منصور سالم منصور
- الأستاذ على امحمد جونطو
- الدكتور أحمد مسعود العزابي

## الروابط الخارجية
- - بلدة فرسطاء - ⵜⵎⵓⵔⴰ ⵏ ⴼⵔⵙⵟⵟⴰ
- مدونة الفرسطائي